# Daniel Boone (sångare)
Daniel Boone, född Peter Green 31 juli 1942 i Birmingham, England, död 27 januari 2023, var en brittisk popsångare som 1958 tog sig artistnamnet Peter Lee Stirling, och gav ut 10 singlar mellan 1963 och 1970. 1971 tog han sig namnet Daniel Boone, efter den amerikanske pionjären. Han fick sedan stora framgångar, främst i Japan, och gav sammanlagt ut tjugo singlar fram till 1986. Till hans mest kända låtar hör "Beautiful Sunday" (1972).